# Censure cosmique
En astrophysique, le terme de censure cosmique (cosmic censorship en anglais) désigne une conjecture à propos de la nature des singularités dans l'espace-temps. Selon elle, il n'existe pas de processus physique donnant naissance à une singularité nue, c'est-à-dire une région de l'espace  dont le champ gravitationnel prend des valeurs infinies et qui ne serait pas cachée derrière un horizon des événements. Le terme de « censure cosmique » est entre autres l'œuvre du mathématicien britannique Roger Penrose. Il a une connotation humoristique, la « censure » visant à « cacher » au reste de l'Univers les objets appelés singularités dites « nues ».

## Introduction et motivations
La relativité générale décrit les phénomènes gravitationnels dans l'Univers. Elle prédit sous certaines conditions la possibilité de formations de régions dans lesquelles la densité devient infinie, ainsi que le champ gravitationnel. Ces régions sont appelées singularités gravitationnelles. C'est ce qui se passe lors de la formation d'un trou noir à la suite de l'effondrement gravitationnel d'un astre.
Les lois de la relativité générale ne permettent pas de décrire en détail le comportement de ces singularités. L'évolution d'une région de l'espace-temps susceptible d'être influencée par une singularité est donc intrinsèquement, dans l'état actuel de nos connaissances (dans les années 2020), imprévisible. Cependant, ce problème n'a guère d'importance dans le cas de la formation d'un trou noir, car la singularité est située à l'intérieur du trou noir, région dont aucune information ne peut sortir. Aussi, le devenir de l'intérieur du trou noir est-il sans importance pour la région extérieure au trou noir. 
Néanmoins, rien n'assure a priori que toutes les singularités susceptibles de se former dans la Nature sont, comme dans le cas des trous noirs, cachées aux yeux d'observateurs extérieurs. Il existe d'ailleurs diverses solutions aux équations de la relativité générale (les équations d'Einstein) des configurations présentant une singularité nue. C'est, par exemple, le cas des métriques de Reissner-Nordström et de Kerr qui sont capables de décrire un trou noir si certains paramètres n'excèdent pas une valeur critique (la charge électrique et le moment cinétique respectivement), mais qui décrivent une singularité nue dans le cas contraire.

## Anecdote
Stephen Hawking, un des acteurs majeurs du développement de la relativité générale depuis les années 1960, était féru de paris relatifs à des questions ouvertes dans ce domaine. Son sentiment était que l'hypothèse de la censure cosmique serait valide, sentiment qui n'était pas partagé par ses confrères Kip Thorne et John Preskill. En 1991 il entreprit donc de parier avec ces deux personnes quant à l'issue des recherches relatives à l'hypothèse de la censure cosmique. Ce pari fut scellé le 24 septembre 1991 et amplement relayé par la presse. L'énoncé de la partie scientifique du pari était précis, mais les termes du pari lui-même plutôt humoristiques : les singularités nues étaient décrites par Hawking comme étant des « anathèmes », et les conditions du pari spécifiaient en effet que le ou les perdants du pari devrai(en)t récompenser le ou les vainqueurs par des habits leur permettant de « cacher leur nudité ». Le pari fut par la suite déclaré perdu par Stephen Hawking, le 5 février 1997, pour des considérations « techniques ». Le jour même, Hawking proposa une version légèrement modifiée du pari, qui est toujours en suspens à ce jour (juillet 2021).

## Expérimentation
Une simulation de collision de trous noirs à des vitesses quasi-luminiques par une équipe du JPL de Pasadena en octobre 2008 donne des résultats compatibles avec l'hypothèse de censure cosmique.

### Source
- (en) Robert M. Wald, General Relativity, University of Chicago Press, 1984, 498 p. (ISBN 0226870332), p. 302 à 305